# Compagnie suédoise des Indes orientales
Pour les articles homonymes, voir Compagnie des Indes orientales.

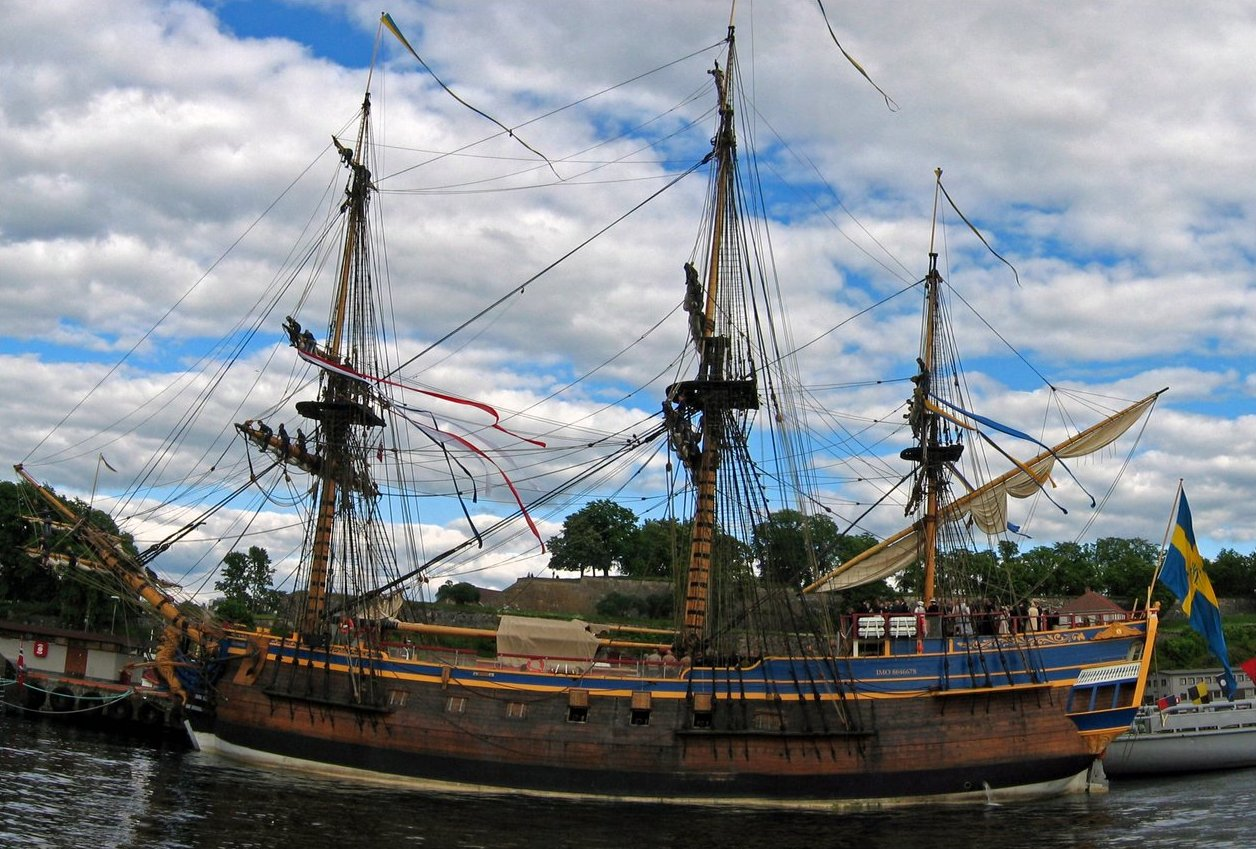
Le Götheborg en 2005 (réplique moderne d'un navire de la Compagnie suédoise des Indes orientales)

La Compagnie suédoise des Indes orientales (Svenska Ostindiska Companiet en suédois, aussi abrégé SOIC) est une entreprise commerciale fondée en 1731 dans le but de commercer avec les territoires situés à l'est du cap de Bonne-Espérance depuis le port de Göteborg (francisé en Gothembourg) en Suède. Entre 1732 et 1806, ce sont 132 expéditions maritimes qui ont été menées à destination de l'Extrême-Orient et, principalement, de la région de Canton en Chine. La disparition formelle de la compagnie date de 1813.

## Histoire

### Tentatives auXVIIeet au début duXVIIIesiècle
La Suède est la dernière des nations maritimes européennes les plus importantes à s'engager dans le commerce des Indes orientales. Les privilèges royaux de la Compagnie suédoise des Indes orientales ont en effet été accordés près d'un siècle après la création des autres compagnies commerciales européennes.
Une première tentative de créer une telle compagnie a portant lieu dès la première moitié du XVIIe siècle. En 1626, le marchand flamand Willem Usselincx (1567-1647) obtient du roi Gustave II Adolphe (1594-1632), à l'invitation duquel il est venu s'établir à Göteborg, une charte octroyant à la Compagnie suédoise des mers du Sud le monopole du commerce hors d'Europe pour douze ans,,. L'origine d'Usselincx n'est pas étonnante car les Néerlandais dominent alors la ville nouvellement fondée de Göteborg (1621), qui présente de plus l'avantage d'être accessible sans être soumis aux douanes danoises sur l'Øresund. Contrairement à d'autres nations maritimes, la Suède ne dispose par ailleurs pas des ressources pour se lancer dans cette entreprise sans appuis humains et financiers extérieurs. La compagnie bénéficie de soutiens en Suède, notamment du roi lui-même et du chancelier Axel Oxenstierna (1583-1654), mais rassembler les fonds s'avère difficile,. L'implication de la Suède dans la Guerre de Trente ans, puis la mort de Gustave II Adolphe en 1632, empêchent définitivement le lancement effectif de la Compagnie,. Une compagnie plus petite dont le rayon d'action est limité à l'Europe est créée à la place avec les capitaux rassemblés.
En 1661, un marchand allemand nommé Erlenkamp suggère d'emprunter le passage du nord-est afin de contourner les blocus espagnol et portugais, mais cette suggestion ne se révèle pas praticable en raison des glaces flottantes. À la fin des années 1660, le diplomate suédois en poste à Londres, Johan Leijonbergh (1625-1691), écrit au roi Charles XI pour l'informer qu'un certain Olle Borg, qui a travaillé pour la Compagnie néerlandaise des Indes orientales pendant des années, se déclare en mesure de prendre le fort danois de Tranquebar, dans le sud-est de l'Inde, en cas de guerre contre ce pays. À la suite de cela, une nouvelle Compagnie dirigée par Knut Kurck (1622-1690), Peter Schnack (1632-1713) et Johan Olivecreutz est créée, mais les troubles politiques agitant la Suède à cette époque empêche la compagnie de rassembler les fonds nécessaires. Seul un voyage jusqu'au Portugal a lieu avant qu'une guerre n'éclate à nouveau et la Compagnie est dissoute en 1674,.
Une tentative ultérieure d'établir le commerce suédois dans les Indes orientales est faite par des pirates basés à Madagascar,. Après avoir attaqué d'autres navires de commerce, ils se sont enrichis et cherchent un endroit où s'installer et investir leur argent dans une entreprise légitime. Les pirates sont au nombre de 1 500 environ et disposaient d'une flotte de navires considérable et bien armée. Ils commencent par offrir au roi de Suède Charles XII (1682-1718) un demi-million de livres sterling et 25 navires armés pour sa protection, mais l'affaire n'est pas conclue. En 1718, les représentants des pirates rencontrent à nouveau le roi dans son camp pendant la campagne contre la Norvège. La nouvelle offre est de 60 navires, armés et approvisionnés en marchandises, si les pirates sont autorisés à s'installer à Göteborg et à commencer un commerce avec les Indes orientales sous le pavillon suédois. Un corsaire du nom de Morgan obtient même une charte pour une compagnie des Indes orientales et une lettre de nomination pour lui-même en tant que gouverneur des colonies qui pourraient résulter d'une telle entreprise,. Lorsque le roi est abattu et meurt le 30 novembre 1718, l'entreprise est abandonnée,.
En 1720, le Riksdag des États rejette un autre projet de création d'une Compagnie des Indes orientales pour des raisons essentiellement financières.

### Fondation de la Compagnie suédoise des Indes orientales

#### Contexte
La Suède ressort appauvrie de la Grande guerre du Nord qui se termine en 1721 et le commerce est considéré comme une option pour reconstruire le pays. Les avis divergent quant à savoir si le commerce avec les Indes orientales est suffisamment rentable. La plus grande inquiétude est que la Suède n'ait pas assez de ressources pour défendre les navires et les comptoirs de la compagnie. Les compagnies commerciales d'Angleterre, de France et des Pays-Bas n'hésitent pas à attaquer d'autres navires pour empêcher la concurrence. Une tentative ratée de créer une compagnie commerciale concurrente dans les Pays-Bas méridionaux, la Compagnie d'Ostende, est d'autant plus décourageante.
Ce qui permet finalement à l'entreprise suédoise de voir le jour, c'est le soutien important de commerçants et de marchands étrangers, principalement britanniques mais aussi néerlandais, qui ont été exclus des entreprises de leurs pays respectifs. La majorité des investisseurs, ainsi que les acheteurs des marchandises importées par la société, sont des étrangers.

#### Première charte
En 1728 ou 1729, à Ostende, l’Écossais Colin Campbell (1686-1757) et le Suédois Niclas Sahlgren (1701-1776) forment le projet d'une « Compagnie suédoise des Indes orientales ». Associés au Suédois Henrik König (1686-1736), ils négocient un privilège royal suédois qui, par lettres patentes du 14 juin 1731, leur permet de constituer une telle compagnie pour 15 ans (1731-1746),,. La charte est renouvelée en 1746, 1766 et 1786, créant les deuxième, troisième et quatrième octrois,.
Les Indes orientales sont définies de manière large puisque la charte couvre toutes les terres situées à l'Est du Cap de Bonne-Espérance. Les navires de la Compagnie doivent être construits en Suède, sauf exception justifiée, et doivent partir de et revenir à Göteborg. Les conditions fiscales sont avantageuses puisque la Compagnie ne doit pas payer la plupart des taxes et impôts suédois. Le financement des expéditions se fait au cas par cas, par souscriptions publiques ouvertes tant aux Suédois qu'aux étrangers, mais un montant minimal d'investissement est fixé et les noms des investisseurs ne sont pas rendus publics,. La Compagnie suédoise des Indes orientales n'appartient donc pas à l'État, mais bien à des privés.
Si les capitaux étrangers sont les bienvenus, les membres du conseil d'administration de la Compagnie doivent être suédois et protestants. L'acquisition de la nationalité suédoise étant simple pour les nobles ou pour les personnes suffisamment riches, la clause de la nationalité n'est toutefois pas problématique. Les étrangers, notamment britanniques, sont également nombreux parmi les subrécargues et plus généralement dans les équipages des navires de la Compagnie. Les personnes étrangères ou d'origine étrangères sont d'autant plus importantes pour l'économie suédoise qu'une très grande partie des produits importés de Chine sont ensuite réexportés vers d'autres pays européens, souvent en contrebande, et leurs réseaux s'avèrent précieux. Cela explique d'autant plus la facilité avec laquelle nombre d'entre eux ont pu obtenir la nationalité suédoise. La proportion de Suédois dans les structures de la SOIC s'est toutefois progressivement accrue tout au long de son histoire.
Henrik König devient le premier directeur de la Compagnie en 1731. Il s'entoure de deux autres directeurs: Frans Bedoire (1690-1742), un importateur de vins d'origine française, et Colin Campbell, le marchand d'origine écossaise à l'origine de la création de la compagnie. Le conseil de la compagnie accueille des représentants des principales dynasties marchandes de la Suède de l'époque, issus notamment des familles Sahlgren, Alströmer, Grill (tel Claes Grill) et Tham. Mais on y dénombre aussi de nombreux marchands d'origine étrangère,, comme l’Écossais Robert Finlay (1719-1785), le Suédois d'origine écossaise William Chalmers (1748-1811) et plusieurs membres de la famille König, d'origine allemande. Le rôle important joué par des Écossais doit beaucoup à la volonté de ces derniers de contourner le monopole de la Compagnie anglaise des Indes orientales. Nombre des marchands à l'origine de la création de la SOIC ont été actifs dans la défunte Compagnie d'Ostende et y ont amené les capitaux libéraux par la dissolution de cette dernière,.
Contrairement à ce que son nom peut laisser penser, ce n'est pas avec l'Inde que la SOIC fait l'essentiel de son commerce, mais bien avec la Chine et, plus particulièrement, avec Canton. La Suède n'a en effet pas les moyens d'établir une colonie sur les côtes de l'Inde, ni même d'y exploiter durablement un comptoir et n'occupe de plus pas une position géographiquement avantageuse pour une telle entreprise. Cet échec présente aussi certains avantages puisqu'il libère la Suède des frais liés à la défense d'un territoire outre-mer et qu'il la tient hors des conflits coloniaux qui opposent d'autres puissances européennes en Inde.

#### Première expédition
La première expédition de la compagnie quitte Göteborg le 9 février 1732, à bord du Friedericus Rex Sueciae, un vaisseau de 20 canons et de 100 hommes d'équipage construit en 1725 sur un chantier naval de Stockholm et d'abord nommé Terra Nova. Il est commandé par Georg Herman af Trolle (1680-1765). Colin Campbell est du voyage. Tout se passe sans encombre jusqu'à Canton. Les marchandises alors acquises sur place sont principalement de la porcelaine et du thé. Le voyage de retour se révèle difficile, notamment avec l'intervention de la Compagnie néerlandaise des Indes orientales qui, en janvier 1733, tente de bloquer l'expédition à Batavia en Indonésie. Le Friedericus Rex Sueciae rentre tout de même au port de Göteborg, le 27 août 1733, et sa cargaison, vendue aux enchères, semble avoir permis de dégager de substantiels bénéfices.

### Deuxième charte (1746-1766)
Selon les termes de la deuxième charte, 36 navires sont envoyés, trois à Surate, le reste à Canton, et un seul est perdu.
Les profits réalisés par les actionnaires lors de la première charte ont suscité un grand intérêt pour la deuxième. À l'exception des investisseurs étrangers, la plupart des marchands de la première charte étaient originaires de Göteborg. Avec la deuxième charte, un certain nombre de marchands de Stockholm commencent à montrer de l'intérêt pour le commerce. Le 23 septembre 1745, une demande de second octroi est présentée par la société Abraham et Jacob Arfwedsson & Co. Ils reçoivent une subvention préliminaire. Quelques semaines plus tard, une deuxième demande d'octroi est présentée par la société Anders Plomgren & Co et son associé Carl Broman. Les administrateurs de la première charte soumettent leur demande le 20 janvier 1746.
Une commission chargée d'étudier les demandes est nommée le 24 mars 1746, et quelques semaines plus tard, le 14 mai, elle conclut que les directeurs de la première charte sont les mieux placés pour diriger également la seconde, mais le nombre de directeurs est porté de trois à au moins sept. Outre Colin Campbell, Niclas Sahlgren et Teodor Ankarcrona, les membres du conseil sont l'ancien secrétaire du conseil d'administration Magnus Lagerström (1691-1759), les commerçants de Stockholm Anders Plomgren et Abraham Grill. Ces six membres du conseil élisent ensuite Claes Grill, Jacob von Utfall Jeanson, S. N. Wenngren et Nils Ström comme directeurs.
La deuxième charte est d'une durée de 20 ans et les directeurs ont suit les méthodes de la première. Ils collectent les moyens des investisseurs pour financer chacun des 14 premiers navires séparément. En 1753, la compagnie, qui dispose désormais de suffisamment de fonds propres, est réorganisée en une société par actions en créant un fonds fixe où n'importe qui peut souscrire des actions, mais pas pour moins de 500 riksdaler en argent,. Le système de financement des armements au cas par cas, qui était en vigueur depuis la création de la Compagnie en 1731, prend donc fin à ce moment-là.
Même après son entrée en bourse, la société conserve le secret sur ses activités. La direction cache délibérément des informations aux actionnaires ou ment sur la rentabilité de certaines parties de l'entreprise. Les directeurs déclarent que le bénéfice du commerce avec la Chine est en baisse et que la société doit obtenir l'autorisation d'envoyer un navire en Inde, contrairement à la réglementation du commerce jusqu'alors en vigueur. Une exemption est accordée en 1749, et un navire est envoyé à Surate, en Inde. À son retour en 1752, ce navire rapporte un bénéfice de 103 % et deux autres navires sont envoyés à Surate. Les Anglais et les Hollandais contrôlent la majeure partie du commerce de la ville et font tout pour empêcher les Suédois d'y faire des affaires et plusieurs incidents se produisent. La compagnie décide alors de se recentrer sur le commerce avec la Chine. Ce commerce rapporte un profit moyen de 30-40% pendant la deuxième charte.

### Troisième charte (1766-1786)
Lorsqu'il est temps de renouveler la Charte en 1766, les principaux directeurs de la Compagnie sont Robert Finlay, Fabian Löwen et Georg Herman Conradi, tous résidant à Stockholm. Ainsi, le pouvoir au sein de la direction passe de Göteborg à Stockholm, où deux nouveaux navires sont également achetés. Le gouvernement suédois extorque à la SOIC un prêt à 6 % d'intérêt à payer pendant la période 1766-69, estimé en 1813 à l'équivalent de 100 000 £, et un autre prêt, sans intérêt, pour la moitié de cette somme, à rembourser sur les droits d'importation, en substance un paiement anticipé des droits.
Au cours de la troisième charte, 39 voyages sont effectués vers Canton et aucun des navires n'est perdu ou endommagé, mais le bénéfice du commerce avec la Chine est en déclin. Un changement survient en 1780, avec la Guerre d'indépendance des États-Unis, lorsque la France, la Hollande et l'Espagne unissent leurs forces contre la Grande-Bretagne et bloquent le commerce avec la Chine. Le prix du thé chute à Canton en raison du manque de demande, mais augmente en Europe où la Suède est désormais pratiquement le seul fournisseur. Cela se reflète dans la somme totale du bénéfice de la troisième charte, qui est 58% plus élevé que les deux précédents. Les marchandises exportées de Suède changent également au cours de cette période. Les anciens produits principaux tels que le fer, le bois et le goudron sont absents des listes de fret. Au lieu de cela, l'article le plus important est l'argent, suivi du plomb anglais et de la toile de laine ou du drap suédois.
Au cours de la dernière partie de la troisième charte, il devient courant pour l'un des subrécargues de la Compagnie de rester en permanence à Canton pendant des années. L'un d'entre eux était Jean Abraham Grill, qui a largement profité de son séjour pour ses affaires privées, une pratique poursuivie par d'autres subrécargues résidents.
En 1758, les Suédois peuvent finalement laisser leurs navires jeter l'ancre et se réapprovisionner au Cap, un port contrôlé par les Hollandais, en raison de changements politiques en Europe. Mais avec la fin de la Guerre d'indépendance américaine en 1783, la Suède perd son avantage dans le commerce du thé et le déclin de la compagnie reprend. Le subrécargue de la SOIC à Canton en 1777, le Finlandais Peter Johan Bladh, avait réfléchi à cette situation et suggéré qu'un émissaire soit envoyé à l'Empereur de Chine pour proposer que le commerce européen avec la Chine soit mené par une seule compagnie européenne, administrée par la Suède. Il avait noté que si les Britanniques n'étaient pas arrêtés à temps, ils s'infiltreraient en Chine de la même manière qu'ils l'avaient fait en Inde en y "assurant une domination insupportable", mais la demande n'a jamais envoyée car les administrateurs voulaient continuer le commerce de la même manière qu'auparavant.
L'expansion mercantile de la SOIC pendant la troisième charte sert de cadre à la comédie de Jacob Wallenberg, Min son på galejan ("Mon fils sur [sic] la galère"), écrite pendant le voyage aller-retour de 18 mois à Canton en 1769-71. Wallenberg y parodie notamment les récits sérieux publiés par les naturalistes voyageurs envoyés par Carl von Linné (1707-1778).

### Quatrième charte (1786-1806)
La SOIC continue à fonctionner pendant la quatrième charte à peu près comme pendant la dernière partie de la troisième. La gestion est la même, un fonds fixe existe, mais certains des frais, taxes et règlements sont modifiés. Pendant cette Charte, la compagnie possède 12 navires qui effectuent un total de 31 voyages. Trois des navires sont perdus et un est endommagé et vendu. Les actionnaires ne reçoivent aucun dividende pendant le quatrième charte.
Le bénéfice du commerce continue à baisser, en grande partie à cause des nouvelles règles et réglementations concernant l'importation de thé en Angleterre. La plupart des premières cargaisons de thé de la SOIC étaient passées en contrebande vers l'Angleterre, mais le profit ne compense désormais plus le risque d'une telle entreprise. Les discussions sur la fermeture de la Compagnie commencent dès 1789 et après 1804, plus aucun navire ne part de Suède. Le 27 juin 1808, la compagnie informe les actionnaires de la situation et, le 18 mai 1811, la compagnie de la quatrième charte est déclarée en faillite.

### Cinquième et dernière charte (1806-1813)
Une cinquième charte est accordées en 1806, avec des privilèges pour 15 ans, mais ceux-ci sont très différents des précédents. Désormais, tout le monde a le droit de commercer avec les pays situés à l'Est du Cap si la SOIC ne commence pas le commerce en lançant un navire dans les deux ans. La foi des investisseurs dans le commerce étant maintenant brisée, aucun navire n'est envoyé et lors d'une réunion des actionnaires le 13 décembre 1813, la société fait faillite, huit ans avant la fin de la charte. Le stock et l'inventaire restants sont vendus à des acheteurs étrangers et en 1814, le commerce est déclaré libre pour tous.

## Le Commerce

### Schéma classique des expéditions
Les expéditions des années ultérieures se déroulent généralement à peu près comme suit :
- départ de Göteborg avec une cargaison de fer, de cuivre et de bois comportant à la fois des matières premières (comme du minerai et des planches) et des produits finis (comme des haches et des fusils) ;
- escale à Cadix en Espagne pour y échanger l'essentiel de la cargaison contre des pièces espagnoles en argent, ce métal étant alors très prisé par les chinois ;
- arrivée à Canton, six mois après le départ de Göteborg ;
- séjour d'environ six mois à Canton au cours duquel les marchands de l'expédition échangent les pièces espagnoles contre des marchandises chinoises, comme du thé, de la porcelaine, de la soie et du mobilier de luxe ;
- départ de Canton environ un an après le départ de Göteborg ;
- retour à Göteborg six mois plus tard, c'est-à-dire environ un an et demi après le début de l'expédition ;
- vente de la cargaison aux enchères à Göteborg et répartition des bénéfices.

L'objectif initial lors de la fondation de la Compagnie était également de commercer avec l'Inde, mais la Compagnie anglaise des Indes orientales l'en empêche, si bien que la SIOC se concentre essentiellement sur le commerce avec Canton. Une tentative de créer un poste de commerce sur la côte du Malabar au début des années 1760 supervisée par Henrik Braad échoue en raison de l'opposition anglais.
Les produits chinois que la compagnie importe en Suède sont souvent vendus à des commerçants étrangers qui les réexpédient vers d'autres pays européens. C'est notamment le cas du thé, souvent réexporté vers l'Angleterre. On estime, par ailleurs, qu'au cours de son existence, la compagnie a ramené en Europe plus de 50 millions d'objets en porcelaine.
Il est difficile d'évaluer les bénéfices de la Compagnie suédoise des Indes orientales car les livres de comptes étaient tenus secrets et détruits à l'issue de chaque expédition. On estime néanmoins qu'investir dans un voyage de la compagnie pouvait rapporter 25 à 30 % de bénéfices, parfois plus. La SIOC  est parfois considérée comme l'entreprise suédoise qui a eu le plus de succès, même si ses profits restent modestes par rapport à ceux de ses homologues néerlandais et britanniques. La période allant de 1746 à 1766 est considérée comme la plus prospère.

### Produits importés en Suède et en Europe
Avec l'avènement du commerce européen avec les Indes orientales au XVIIe siècle, des biens chinois et indiens sont importés en Suède. Boire du thé et posséder des objets chinois devint le summum de la mode parmi les mondains suédois et la classe moyenne. La culture, la philosophie, l'art, l'agriculture et l'architecture chinois sont également étudiés et copiés. L'exemple le plus marquant est le pavillon chinois de Drottningholm (1769), suivi de parcs plus petits comme celui construit par Jean Abraham Grill à Godegård. La Chine est considérée comme une communauté modèle et comme un exemple de la façon dont un pays devait être gouverné. Cela culmine au XVIIIe siècle, lorsque de nombreux scientifiques et politiciens suédois suggèrent même que la Suède soit gouvernée par des bureaucrates intellectuels, des "mandarins", dirigés par un roi souverain à la manière chinoise.
La principale cargaison de valeur en provenance de Chine est le thé. Dans un aperçu datant de 1774, sa part est d'environ 90 %. Une grande partie du thé est réexportée et introduite en contrebande en Grande-Bretagne, et plus particulièrement en Écosse, ce qui permet de casser les prix du monopole commercial de ce pays détenu par la Compagnie britannique des Indes orientales. Cette contrebande est d'autant plus problématique pour la Grande-Bretagne que les taxes sur les importations légales de thé constituent au XVIIIe siècle une part importante du revenu de l'État. La porcelaine est également importante, représentant environ 5 % de la valeur de la cargaison. Au fil des ans, on estime qu'environ 50 millions de pièces de porcelaine sont importées par la SOIC. L'eau-de-vie d'arrack, une nouvelle marchandise pour la Suède, est également considérée comme précieuse.

## Navires de la Compagnie suédoise des Indes orientales

### Liste des navires
Le tableau ci-dessous donne des informations sur l'ensemble des navires utilisés par la Compagnie suédoise des Indes orientales,.
| Navire                       | Chantier naval                              | Last | Canons | Équipage | Voyage |
| ---------------------------- | ------------------------------------------- | ---- | ------ | -------- | --- |
| Première charte (1731-1746)  |                                             |      |        |          | |
| Friedericus Rex Sueciae      | Chantier naval Terra Nova, Stockholm        | 200  | 20     | 100      | 5 |
| Drottning Ulrica Eleonora    | Ancien navire anglais The Heatcot           | 250  | -      | 103      | 1 |
| Tre Cronor                   | Lieu inconnu, hors de Suède.                | 255  | 28     | -        | 1 |
| Suecia                       | Chantier naval Terra Nova, Stockholm        | 283  | 28     | 120      | 2 |
| Götheborg (I)                | Chantier naval Terra Nova, Stockholm        | 340  | 30     | 120      | 3 Perdu à Göteborg le 12.09.1745. |
| Stockholm                    | Chantier naval Clasons, Stockholm           | 260  | 28     | 120      | 3 Perdu aux Shetland le 12 janvier 1745. |
| Riddarhuset                  | Chantier naval Clasons, Stockholm           | 340  | 30     | 135      | 2 |
| Calmar                       | Kalmar                                      | 254  | 22     | 100      | 3 |
| Drottningen af Swerige       | Stockholm                                   | 387  | 30     | 130      | 2 Perdu aux Shetland le 12 janvier 1745. |
| Cronprinsessan Lovisa Ulrica | -                                           | 320  | 24     | 120      | 1 |
| Freeden                      | Chantier naval Terra Nova, Stockholm        | 260  | 22     | 120      | 1 |
| Cronprinsen Adolph Friedric  | Chantier naval Stora Stads, Stockholm       | 387  | 27     | 140      | 1 |
| Deuxième charte (1746-1766)  |                                             |      |        |          | |
| Prins Gustaf                 | Chantier naval Terra Nova, Stockholm        | 236  | 28     | 110      | 1 |
| Götha Leijon                 | -                                           | 310  | 28     | 120      | 3 |
| Freeden                      | Même navire que pendant la première charte. | 260  | 22     | 130      | 1 |
| Hoppet                       | Chantier naval Terra Nova, Stockholm        | 280  | 28     | 30       | 2 |
| Cronprinsessan Lovisa Ulrica | Même navire que pendant la première charte. | 320  | 24     | 120      | 1 |
| Enigheten                    | Chantier naval Djurgården, Stockholm        | 375  | 28     | 140      | 4 |
| Cronprinsen Adolph Friederic | Même navire que pendant la première charte. | 387  | 27     | 140      | 2 |
| Prins Carl                   | Chantier naval Clasons, Stockholm           | 350  | 30     | 140      | 6 |
| Prins Friederic Adolph       | Chantier naval Terra Nova, Stockholm        | 398  | 26     | 130      | 4 Perdu en mer de Chine méridionale le 3 septembre 1761.                                                                                                  |
| Prinsessan Sophia Albertina  | Chantier naval Stora Stads, Stockholm       | 402  | 26     | 134      | 3 |
| Stockholms slott             | Chantier naval Stora Stads, Stockholm       | 454  | 31     | 154      | 3 |
| Riksens ständer              | Chantier naval Terra Nova, Stockholm        | 460  | 34     | 170      | 3 |
| Finland                      | Chantier naval Stora Stads, Stockholm       | 450  | 30     | 150      | 2 |
| Troisième charte (1766-1786) |                                             |      |        |          | |
| Adolph Friedric              | Djurgården, Stockholm                       | 493  | 24     | 160      | 7 |
| Lovisa Ulrica                | Chantier naval Djurgårdenf, Stockholm       | 380  | 24     | 140      | 4 |
| Cron Prins Gustaf            | Conçu par Fredrik Henrik af Chapman         | 480  | 28     | 154      | 6 |
| Riksens ständer              | Même navire que sous la deuxième charte.    | 460  | 16     | 150      | 1 |
| Finland                      | Même navire que sous la deuxième charte.    | 450  | 20     | 150      | 5 |
| Stockholms slott             | Même navire que sous la deuxième charte.    | 454  | 16     | 140      | 3 |
| Drottning Sophia Magdalena   | Chantier naval Stora Stads, Stockholm       | 485  | 18     | 150      | 4 |
| Terra Nova                   | Chantier naval Terra Nova, Stockholm        | 503  | 18     | 150      | 4 Lors de son quatrième voyage avec le Gustaf Adolph, ils s'égarent, manquent l'Alizé et doivent rester dix mois à Hainan avant de continuer pour Canton. |
| Gustaf III                   | Chantier naval Djurgården, Stockholm        | 512  | 18     | 155      | 4 |
| Gustaf Adolph                | Chantier Stora Stads, Stockholm             | 518  | 18     | 150      | 1 Voir Terra Nova ci-dessus. |
| Quatrième charte (1786-1806) |                                             |      |        |          | |
| Gustaf Adolph                | Même navire que sous la troisième charte.   | 518  | 18     | 150      | 3 |
| Drottning Sophia Magdalena   | Même navire que sous la troisième charte.   | 500  | 18     | 150      | 5 Perdu dans la Manche le 27.10.1801. |
| Götheborg (II)               | Chantier naval Viken, Göteborg.             | 530  | 20     | 170      | 3 Perdu au Cap le 8 mars 1796. |
| Cron Prins Gustaf            | Même navire que sous la troisième charte.   | 488  | 18     | 150      | 1 |
| Gustaf III                   | Même navire que sous la troisième charte.   | 499  | 29     | 160      | 5 |
| Drottningen                  | Chantier naval Viken, Göteborg.             | 542  | 20     | 150      | 3 Perdu à Humberön, Norvège, le 01.01.1803. |
| Maria Carolina               | France                                      | 320  | 10     | 80       | 3 |
| Östergöthland                | Norrköping                                  | 266  | 14     | 56       | 2 |
| Westergöthland               | Vieux chantier naval, Göteborg              | 162  | 8      | -        | 1 Nauffragé au Cap. Vendu à Amsterdam en 1802. |
| Fredrica                     | Acheté en France                            | 243  | 12     | 56       | 3 |
| Prinsessan                   | Karlskrona                                  | 283  | 16     | 70       | 2 |
| Wasa                         | Karlskrona                                  | 477  | 20     | 167      | 1 |

### Pavillons
Selon la première charte de la Compagnie suédoise des Indes orientales, les navires sont uniquement autorisés à utiliser le pavillon marchand suédois, un drapeau bleu rectangulaire avec une croix jaune. Lors du renouvellement de la charte en 1746, la société est autorisée à ajouter son nom en monogramme au drapeau afin de distinguer les navires des autres navires de commerce. Peu après, les navires de la SOIC commencent à utiliser un drapeau à queue de fourche ou à queue d'hirondelle. Le but est que le navire ressemble à un navire de guerre et n'attire donc pas les pirates. L'utilisation de la queue d'hirondelle est interdite par un décret royal en 1751, mais la SOIC n'en tient pas compte et commande ses drapeaux à Canton à la place. Les queues d'hirondelle sont même utilisées à l'avant des sloops des navires lorsqu'ils transportent un directeur de la compagnie. Il s'agit d'un double délit, puisque les drapeaux ne doivent être utilisés qu'à l'arrière du sloop.
Le plus ancien drapeau conservé en Suède est une queue d'hirondelle du navire Lovisa Ulrica (voyage vers Canton en 1767-68). Un drapeau similaire, commandé par le directeur du SOIC, Claes Grill, est conservé à Svindersvik. L'interdiction a peut-être été levée plus tard, car un mémorandum du Riksdag de 2012 mentionne une dispense.
Il n'y avait pas de drapeaux de signalisation standardisés à l'époque ; au lieu de cela, les navires utilisaient différentes manières préétablies d'arborer le drapeau, ou des drapeaux, parfois combinés avec des fanions et des coups de canon, comme signaux. Certains de ces signaux ne concernaient que les navires individuels et d'autres étaient utilisés au niveau international. Parfois, il s'agissait même de montrer les drapeaux d'autres nationalités. Ces drapeaux étaient également utilisés comme tromperie si le navire se trouvait dans une zone où des navires hostiles pouvaient être rencontrés et que le capitaine voulait éviter la confrontation. Il existe des témoignages de navires de la SOIC s'approchant de la terre sous pavillon français ou anglais, pour collecter ou acheter de la nourriture dans des endroits où les navires suédois n'avaient pas le droit de mouiller.

## Rôles diplomatique et scientifique de la Compagnie
Le rôle de la compagnie dépasse toutefois le cadre purement commercial puisqu'elle touche aussi aux domaines diplomatique (Colin Campbell est ainsi chargé d'une mission diplomatique à l'occasion de la première expédition, en 1732) et scientifique (l'un des directeurs de la compagnie, Magnus Lagerström (1691-1759), a ainsi constitué de riches collections en histoire naturelle au profit du naturaliste et botaniste Carl von Linné dont plusieurs disciples ont par ailleurs participé aux expéditions, comme Christopher Tärnström (1703-1746), Olof Torén (1718-1753), Carl Fredrik Adler (1720-1761) et Pehr Osbeck (1723-1805)). La compagnie n'autorisant pas les passagers oisifs à bord, la plupart des scientifiques ont suivi des "cours accélérés" de théologie et ont été ordonnés à la hâte pour servir d'aumôniers du navire. Ces arrangements ont commencé pendant la deuxième charte et ont atteint leur apogée pendant la troisième. La Compagnie a aussi largement contribué à faire connaître la Chine et les produits chinois aux Suédois.
En revanche, et contrairement à ce qui s'est passé pour les compagnies des Indes d'autres puissances coloniales de l'époque (Angleterre, Danemark, France, Pays-Bas), la Compagnie suédoise des Indes orientales s'est développée indépendamment des tentatives visant à constituer un empire colonial suédois.

## Patrimoine
Les anciens entrepôts de la compagnie existent toujours. Ils abritent l'actuel Musée municipal de Göteborg (Göteborgs Stadsmuseum en suédois).
La réplique d'un navire de la compagnie a été réalisée entre 1993 et 2003. Il s'agit du Götheborg qui reproduit les plans d'un navire qui fut construit en 1737 avant de couler en 1745, au retour d'un voyage en Chine.

### Ouvrages et articles consacrés à la Compagnie suédoise des Indes orientales
- (sv) Tore Frängsmyr, Ostindiska kompaniet : människorna, äventyret och den ekonomiska drömmen, Wiken, 1990 ; (ISBN 91-7024-653-X et 978-91-7024-653-1, OCLC 185874879, lire en ligne).
- (en) Robert Hermansson, The great East India adventure : the story of the Swedish East India Company, Breakwater Publishing, 2004 (ISBN 91-975200-9-8 et 978-91-975200-9-6, OCLC 69677173, lire en ligne).
- (sv) Sven T. Kjellberg, Svenska ostindiska compagnierna, 1731-1813 : kryddor, te, porslin, siden, Allhem, 1975 (ISBN 91-7004-058-3 et 978-91-7004-058-0, OCLC 15929171, lire en ligne).
- Christian Koninckx, « Cargaisons chinoises et indiennes au XVIIIe siècle : Le vaisseau « Fredericus » de la compagnie suédoise des Indes orientales », Revue du Nord,‎ 1972, p. 195-202 (lire en ligne).
- (en) Christian Koninckx, The first and second charters of the Swedish East India Company (1731–1766): a contribution to the maritime, economic and social history of north-western Europe in its relationships with the Far East., Courtrai, Van Ghemmert, 1980.
- (sv) Herman Lindqvist, Historien om ostindiefararna, Hansson & Lundvall Förlag, 2002 (ISBN 91-85023-02-7 et 978-91-85023-02-8, OCLC 52534589, lire en ligne).